# Alexander Michelsen
Alexander Michelsen (* 13. November 1805 in Lübeck; † 3. Juni 1885 in Schwartau) war ein deutscher evangelisch-lutherischer Geistlicher und Übersetzer zahlreicher skandinavischer theologischer Werke, darunter der ersten deutschen Ausgabe von Søren Kierkegaards Entweder – Oder.

## Leben
Alexander Michelsen war Sohn eines Buchhändlers. Er besuchte das Katharineum zu Lübeck bis Ostern 1823 und studierte dann als Stipendiat des  Schabbel-Stipendiums Evangelische Theologie. In seiner Studienzeit begann eine jahrzehntelange Freundschaft mit Johann Heinrich Wichern. 
1833 wurde er als Nachfolger des verstorbenen Heinrich Caspar Münzenberger Archidiaconus an St. Jakobi in Lübeck. Er förderte besonders Projekte der Inneren und äußeren Mission. 1844 gehörte er zu den Gründern des Lübecker Rettungshauses nach dem Vorbild von Wicherns Rauhem Haus in Hamburg; der erste Vorstand des Rettungshauses bestand aus Johann Carl Lindenberg und Michelsen, den Oberappellationsgerichtsräten Overbeck, der bis zu seinem Tod 1846 auch den Vorsitz führte, und Pauli, sowie den Herren Classen, Grabau, Nölting und Zernitz. 1848 nahm Michelsen an der denkwürdigen (und durch die Buddenbrooks in die Weltliteratur eingegangenen) Sitzung der Lübecker Bürgerschaft in der Reformierten Kirche am 9. Oktober 1848 teil, bei der das Volk in die Versammlung eindrang und die dort Versammelten zu Gefangenen erklärte, woraufhin er mit Friedrich Matthias Jacobus Claudius, Johann Carl Lindenberg und anderen über den Hinterhof und Dächer in die Breite Straße entkam. In den 1860er Jahren unterstützte er den Missionar Carl Ochs und nahm ab Juli 1866 dessen Kinder Georg (* 1861) und Anna (* 1863) als Pflegekinder in sein Haus auf.
Als er bei der Suche nach einem Nachfolger für den 1868 emeritierten Hauptpastor der Jakobikirche, Marcus Jochim Carl Klug, übergangen wurde, entschied er sich, sein Amt niederzulegen und Lübeck zu verlassen. Mit Hilfe Wicherns erhielt er im April 1869 eine Berufung als Leiter des Paulinums in Berlin, eines mit Mitteln von Leopold von Sedlnitzky gegründetes Knabeninternats. Michelsen verließ diese Stellung aber schon wieder im April 1871, verbunden mit dem Ende seiner Freundschaft mit Wichern.
Er kehrte nach Lübeck zurück und widmete sich ganz der Übersetzung skandinavischer Literatur. 1884 verlieh ihm die Theologische Fakultät der Universität Greifswald dafür die Ehrendoktorwürde.
Michelsen war seit 1834 in erster Ehe verheiratet mit Johanna, geb. Geibel (* 17. Juni 1811; † 1859), einer Tochter von Johannes Geibel, und damit Schwager von Emanuel Geibel und Johann Carl Lindenberg. In zweiter Ehe heiratete er deren Nichte Johanna Amalie (* 4. Mai 1832 in Braunschweig; † 3. Juli 1893 in Lübeck), eine Tochter des Pastors Carl Geibel (1803–1863) und seiner Frau Luise Charlotte, einer Tochter des Bürgermeisters Johann Caspar Lindenberg und Schwester von Johann Carl Lindenberg. Beide Ehen bleiben kinderlos.

## Schriften
- De cognoscendo evangelii typo, quem Paulus apostolus secutus est : Ob studiorum adminicula e. Be. Schabbelii testamento liberaliter sibi suppeditata ... Lubecae: Borchers o. J.
- Viro summa venerabili Joanni Friederico Petersen ad aedem cathedralem Pastori annis meritisque gravi sacri muneris eadem in parochia bene gesti saecularia die XVIII Augusti MDCCCXXXV celebrandi congratulantur d. ministerii Lubecensis sodales interprete Alexandro Michelsen. Inest de Pauli ad Romanos epistolae duobus primis capitibus commentatio. Lubecae 1835
- Die innere Mission in Lübeck. (= Die innere Mission in Deutschland: eine Sammlung von Monographien über Geschichte und Bestand der inneren Mission in den einzelnen Theilen des deutschen Reichs hrsg. von Theodor Schäfer 4) Hamburg: Oemler 1880
- nach GVK: * Andreas Ludwig Jakob Michelsen: Kock, Reimar. In: Allgemeine Deutsche Biographie (ADB). Band 16, Duncker & Humblot, Leipzig 1882, S. 415 f.

### Übersetzungen
- Frans Michael Franzén: Der Rabulist und der Landprediger. Lübeck: v. Rohden 1842
- Assae Lindeblad: Heinrich Schartau's Leben und Lehre. Ein Lebensbild aus der Schwedischen kirche. Leipzig: Michelsen 1842 (Digitalisat)
- Henric Schartau: 10 Predigten nebst einer kurzen Nachricht von seinem Leben. Potsdam 1846
- Rasmus Nielsen: Der Brief Pauli an die Römer. Leipzig: Michelsen 1843, 2. Auflage Leipzig: Rossberg 1856
- Christian Hermann Kalkar: Geschichte der römisch-katholischen Mission. Erlangen: Deichert 1867 (Vater von Otto Kalkar)
- Christian Hermann Kalkar: Die evangelischen Missionsbetrachtungen in unseren Tagen: eine Rundschau. Erlangen: Deichert 1867
- Christian Hermann Kalkar: Israel und die Kirche: geschichtlicher Ueberblick der Bekehrungen der Juden zum Christenthume in allen Jahrhunderten. Einzige vom Verfasser autorisierte [deutsche] Ausgabe, Hamburg: Agentur des Rauhen Hauses 1869
- Hans Lassen Martensen: Hirtenspiegel: zwanzig Ordinationsreden. Gotha: Schloeßmann 1870
- Frederik Hammerich: St. Birgitta, die nordische Prophetin und Ordensstifterin: ein Lebens- und Zeitbild aus dem 14. Jahrhundert. Gotha: Schloeßmann 1872
- Frederik Hammerich: Aelteste christliche Epik der Angelsachsen, Deutschen und Nordländer: ein Beitrag zur Kirchengeschichte. Gütersloh: Bertelsmann 1874
- Carl H. Scharling: Humanität und Christenthum in ihrer geschichtlichen Entwickelung, oder Philosophie der Geschichte aus christlichem Gesichtspunkte. 2 Bände, Gütersloh: Bertelsmann 1874–1875
- Hans Lassen Martensen: Katholicismus und Protestantismus: ein evangelisches Zeugniß. Gütersloh: Bertelsmann 1874
- Hans Lassen Martensen: Socialismus und Christenthum: ein Bruchstück aus der speciellen Ethik. Gotha: Besser 1875
- Frederik Hammerich: Die erlösten Seelen in ihrem Zwischenzustande zwischen Tod und Auferstehung: eine Schriftbetrachtung. Gütersloh: Bertelsmann 1875
- Hans Lassen Martensen: Die Leidensgeschichte Jesu Christi: zwölf Predigten. Karlsruhe: Reuther 1876
- Ditlev Gothard Monrad: Aus der Welt des Gebetes. Gotha: Perthes 1877; 2. und 3. Auflage 1878; 4. Auflage 1879; 6. Auflage 1881 ... 12. Auflage 1898
- Thomas Lange: Die hellen Nächte: eine Erzählung. Gotha: Schloeßmann 1877
- Fredrik Kristian Nielsen: Die römische Kirche im neunzehnten Jahrhundert. Band 1: Das Papsttum. Gotha: Perthes 1878 (mehr nicht erschienen)
- Christian Hermann Kalkar: Geschichte der christlichen Mission unter den Heiden.  Gütersloh: Bertelsmann

Band 1: Katholische und evangelische Mission in America, Ostindien, Hinterindien und den indochinesischen Ländern. 1879
Band 2: Katholische und evangelische Mission in Asien, Africa, Australien und Europa. 1880
- Fredrik Kristian Nielsen: Geschichte des Pietismus im 19. Jahrhundert. 2 Bände, Gotha 1880
- Ditlev Gothard Monrad: Laurentius Valla und das Konzil zu Florenz. Gotha: Perthes 1881
- Knut Henning Gezelius von Schéele: Theologische Symbolik. 3 Bände, Gotha: Schloessmann 1881
- Fredrik Kristian Nielsen: Aus dem inneren Leben der katholischen Kirche im XIX. Jahrhundert. Karlsruhe: Reuther 1882-
- Fredrik Kristian Nielsen: Freimaurertum und Christentum. 2. Auflage, Leipzig: Lehmann 1882
- Hans Lassen Martensen: Jacob Böhme: Theosophische Studien. Leipzig: Lehmann 1882
- Hans Lassen Martensen: Aus meinem Leben: Mittheilungen. 3 Bände, Karlsruhe: Reuther 1883–1884 (Digitalisat)

2. Auflage: Aus meinem Leben: Mittheilungen; drei Abtheilungen in einem Bande. 2., verb. Aufl., dt., vom Verf. autorisierte Ausgabe, Berlin: Reuther 1891
- Richard Petersen: Henrik Steffens: ein Lebensbild. Gotha: Perthes 1884
- Thomas Lange: Der letzte Wikinger: Erzählung. Leipzig: Lehmann 1884
- Chr. Ewaldsen: Das Erwachen der Seele aus dem Tode: im Lichte des Wortes Christi betrachtet. Gotha: Schloeßmann 1885
- Søren Kierkegaard: Entweder-oder : Ein Lebensfragment. Leipzig: Lehmann 1885 (Digitalisat)